# Усть-Ницинское
Усть-Ницинское — село в Слободо-Туринском муниципальном районе Свердловской области России, административный центр Усть-Ницинского сельского поселения.

## Географическое положение
Село Усть-Ницинское расположено в устье реки Ницы, впадающей в Туру, отсюда название села. Оно расположено на региональной автодороге Туринск — Туринская Слобода — Тюмень. Расстояние до областного центра — города Екатеринбурга — 340 километров, до районного центра — села Туринская слобода — 30 километров, до ближайшей железнодорожной станции в городе Тюмени — 70 километров.

## История
Слобода Усть-Ницинская заложена в 1622 году Киприаном, тогда архиепископом Сибирским и стала первым русским поселением на территории современного Слободо-Туринского района.
Слобода формировалась как духовный центр,  долгое время была богатейшей архиепископской вотчиной. Выходцами из Усть-Ницинского было основано 22 селения на территории современного Слободо-Туринского и Тугулымского районов. В результате административной реформы 1796 года из Усть-Ницинской волости была выделена Фоминская волость.
Храм во имя Святой Троицы построен в 1773—1779 гг. на средства прихожан, не был разрушен в XX в., как многие другие церкви. Не потерял он своего значения и в облике современного села. В настоящее время имеет статус памятника истории и архитектуры XVIII в., охраняется государством. Искусствоведы относят его к сибирскому типу церковных сооружений. Западный придел имеет вход в виде огромной арки, специалисты считают, что он предназначался для торговых гостей, ведь слобода стояла на торговом пути к Ирбитской ярмарке.

## Население
| 2002 | 2010 | 2021 |
| ---- | ---- | ---- |
| 984  | ↘899 | ↘713 |